# Lingulosigmomorphina
Lingulosigmomorphina es un género de foraminífero bentónico de la subfamilia Falsoguttulininae, de la familia Polymorphinidae, de la superfamilia Polymorphinoidea, del Suborden Lagenina y del orden Lagenida. Su especie-tipo es Lingulosigmomorphina sanata. Su rango cronoestratigráfico abarca el Holoceno.

## Discusión
Clasificaciones previas incluían Lingulosigmomorphina en la superfamilia Nodosarioidea.

## Clasificación
Lingulosigmomorphina incluye a la siguiente especie:
- Lingulosigmomorphina sanata